# Billy Shaw
William Lewis Shaw (* 15. Dezember 1938 in Natchez, Mississippi; † 4. Oktober 2024 in Toccoa, Georgia) war ein US-amerikanischer American-Football-Spieler. Er spielte als Guard in der American Football League (AFL) bei den Buffalo Bills.

## Jugend
Billy Shaw besuchte zunächst in einer Kleinstadt bei Vicksburg die High School. Bis die Schule den Spielbetrieb der Footballmannschaft einstellte, spielte Shaw dort als End. Der Vater von Shaw war ein College-Football-Spieler der University of Mississippi und zog mit der Familie danach nach Vicksburg, wo Billy an der Carr Central High School als Defensive Tackle und Offensive Tackle für die Schulmannschaft spielte. In seinem letzten Schuljahr wurde Shaw zum All-American gewählt und für das Georgia Tech’s All-Time Team nominiert.

## Spielerlaufbahn

### Collegekarriere
Billy Shaw studierte von 1958 bis 1960 an dem Georgia Institute of Technology. Als Defensive Tackle spielte er für die Georgia Tech Yellow Jackets Football. Im Jahr 1960 konnte er mit seiner Mannschaft in den Gator Bowl einziehen, wo das Team allerdings der University of Arkansas mit 14:7 unterlag. In seinem letzten Schuljahr wurde Shaw zum All-American gewählt und für das Georgia Tech’s All-Time Team nominiert. Aufgrund seiner sportlichen Leistungen wurde er von seinem College in allen drei Studienjahren ausgezeichnet. Im Jahr 1961 erhielt Billy Shaw eine Berufung für das College-All-Star-Game. Zunächst war er als Ersatz für den Defensive Tackle Bob Lilly vorgesehen. Otto Graham, der das Team der College-All-Stars trainierte, wechselte Shaw auf die Position eines Guards, nachdem sich Houston Antwine, der für diese Position vorgesehen war, verletzt hatte. Shaw überzeugte auf dieser Position, wobei er die Niederlage der College-All-Stars gegen den amtierenden NFL Meister Philadelphia Eagles nicht verhindern konnte.

### Profikarriere
Billy Shaw wurde im Jahr 1961 von den Dallas Cowboys aus der National Football League (NFL), die von Tom Landry trainiert wurden, in der 14 Runde an 184 Stelle der NFL Draft ausgewählt. Gleichzeitig wählten ihn die von Buster Ramsey trainierten Buffalo Bills in der zweiten Runde an elfter Stelle der AFL Draft. Nachdem Shaw bekannt wurde, dass die Cowboys ihn als Linebacker einsetzen wollten, er seine Zukunft allerdings als Guard sah, entschloss er sich zu einer Vertragsunterschrift bei der Mannschaft aus Buffalo. Ramsey setzte Shaw als Blocker für die eigenen Runningbacks ein, ferner hatte er die Aufgabe bei Passspielzügen den eigenen Quarterback zu schützen.
Im Jahr 1962 hatte Lou Saban das Traineramt bei den Bills übernommen, ihm gelang es aus der Mannschaft ein Spitzenteam zu formen. In den Jahren 1962 und 1963 gelang es den Bills die beiden Quarterbacks Jack Kemp und Daryle Lamonica an die Mannschaft zu binden. In der Saison 1964 konnte Billy Shaw mit den Bills in der Regular Season zwölf von 14 Spielen gewinnen und sie zogen damit in das AFL Endspiel ein, wo sie auf die San Diego Chargers trafen. Die Bills verließen mit einem 20:7-Sieg das Spielfeld.
Nach der Regular Season 1965 konnte Shaw mit den Bills erneut in das AFL Endspiel einziehen, wo sie nochmals auf die Chargers trafen. Diesmal endete das Endspiel mit einem 23:0-Sieg für die Bills. Shaw scheiterte bei seinem dritten Einzug in das AFL Endspiel 1966 mit seiner Mannschaft an den Kansas City Chiefs mit 31:7. Billy Shaw erlitt vor der Saison 1967 eine schwere Knieverletzung, die dazu führte, dass er in diesem Jahr lediglich an neun Spielen teilnehmen konnte. Er beendete nach der Saison 1969 seine Laufbahn.

## Ehrungen
Billy Shaw spielte achtmal im AFL-All-Star-Spiel, dem Abschlussspiel der besten Spieler einer Saison. Er wurde neunmal zum All-AFL gewählt und ist Mitglied im AFL All-Time Team, in der Pro Football Hall of Fame, in der Mississippi Sports Hall of Fame, in der Greater Buffalo Sports Hall of Fame und in der Georgia Tech Athletics Hall of Fame. Die Buffalo Bills ehren ihn auf der Wall of Fame und vergeben seine Rückennummer nicht mehr. Shaw ist der einzige Spieler, der seine gesamte Profikarriere in der AFL verbracht hat und der in die Pro Football Hall of Fame aufgenommen wurde.

## Nach der Laufbahn
Shaw kehrte nach seiner Laufbahn nach Georgia zurück und war mit seiner eigenen Firma in der Bauindustrie tätig. Er setzte sich 2005 zur Ruhe. Shaw war verheiratet und hat drei Töchter.
Shaw starb am 4. Oktober 2024 im Alter von 85 Jahren.

## Quelle
- Randy Schultz, Legends of the Buffalo Bills, Sports Publishing LLC, 2003, ISBN 9781582616872

| Personendaten    | Personendaten                               |
| ---------------- | ------------------------------------------- |
| NAME             | Shaw, Billy                                 |
| ALTERNATIVNAMEN  | Shaw, William Lewis                         |
| KURZBESCHREIBUNG | US-amerikanischer American-Football-Spieler |
| GEBURTSDATUM     | 15. Dezember 1938                           |
| GEBURTSORT       | Natchez, Mississippi                        |
| STERBEDATUM      | 4. Oktober 2024                             |
| STERBEORT        | Toccoa, Georgia                             |